# 櫻井透
櫻井透（日语：／ Sakurai Tōru，1987年11月10日—）是生于日本兵库县神户市的男性声优。賢Production所属。

## 经历
大阪攝影專科學校声优科第6期学生。通过玩游戏产生对配音工作的兴趣而决定成为一名声优。通过校园试镜进入School Duo，后来成为賢Production所属的成员。
在《精靈寶可夢 太陽&月亮》中除了为人类角色配音外还担任寶可夢的配音。但从2019年开始，作为已故声优石塚運昇的继任者，接替卡奇的噴火龍的配音。

## 人物
特技是关西方言。爱好则是烹饪、开车、遊戲實況和唱歌。
喜欢的事情是带着爱犬去兜风。喜欢的食物是寿司和酒。

## 演出作品
※粗體字為主要角色。

### 电视动画
2011年
- 偶像大師（观众B、工作人员、番组P）
- 青之驅魔師（不良B）
- 白兔糖（助理B）
- 紙箱戰機（オタブラック、西原诚司）
- 妖怪少爺～千年魔京～（陰陽師、骸輪車、京妖怪）
- 我的朋友很少（男C）
- 召喚惡魔（猫耳男）
- 蘿球社！（裁判）

2012年
- 銀魂'（土方為五郎、取立て）
- 女王之刃 叛亂（男C）
- CØDE:BREAKER 法外制裁者（G獵鷹、大助）
- JoJo的奇妙冒險（人面犬）
- 絕園的暴風雨（同級生、部下C、男子A）
- 男子高中生的日常（茶发、打工男）
- 無賴勇者的鬼畜美學（戰技教官、SP、試驗官、學生）
- 向陽素描×Honeycomb（店員）
- 天才黃金腦～神之謎（SP）
- 最強學生會長（男学生）
- Little Charo～東北篇～（セイジ、ポラリス）
- 魯邦三世 東方見聞錄 〜Another Page〜（飛行員）
- ROBOTICS;NOTES（男、巫师1）

2013年
- Aikatsu！偶像活動！（金槍魚、出前、记者）
- 石田与朝仓（山田[6]、钢铁山田）
- 義風堂堂！！兼續和慶次（八王子城兵）
- IS〈Infinite Stratos〉2（強盗）
- 银之匙 Silver Spoon（駒場一郎[7]）
- 黑魔女學園（洛貝·勒·佩蒂特）
- 血型小將ABO（料理人、店員、狼）
- 楚楚可憐超能少女組（观众）
- 寶石寵物 Happiness（男）
- 翠星上的加爾岡緹亞（住人）
- 幸福光暈
- 紙箱戰機（白牙ムサシ）
- 花牌情緣2（實行委員）
- 魔王勇者（遠征軍士官A、群眾、鐵國少尉、冬之國士兵）
- 名偵探柯南（目擊者、門倉伸夫、站員、警官、恶党）

2014年
- Wake Up, Girls!（客5、導演）
- 卡利麥羅（彼特[8]）
- GUNDAM G之复国运动（阿波卡斯）
- 金田一少年之事件簿（初老教師）
- 銀河騎士傳（実況アナウンサー）
- 東京闇鴉（咒搜官）
- 鄰座同學是怪咖（機器人〈父〉）
- 舞力四射（坂上雲之介[9]、警部）
- 哆啦A夢（アナウンサー、不良A、餃子夫、ナレーション、男性2）
- 七大罪（騎士B）
- 忍者乱太郎（ドす部下）
- 排球少年！！（花卷貴大[10]、評分人員A、森行成、观众）
- 吃豆人的可怕冒险（オグル、補佐官、警備鬼、ディング・ア・リング兄弟・黄）
- 英雄銀行（街の人C）
- 黑色子彈（不良A）
- 剑灵（中年）
- 魔奇少年（店員B、魔導士C、市民A、ファナリス団員）
- 魔劍姬！通（クマッチ）
- 魔神之骨（職員、セミリア、ダークホーク）
- 魔法科高中的劣等生（工作人員、黒服）
- 三坪房間的侵略者！？（隼人）

2015年
- OVERLORD（神官、店主、衛兵隊長、納庫納庫、神官長）
- 小松先生（ハタ坊の秘書、手下、裁判、内海）
- 俺物語！！（工事關係者）
- 噬神者（俄羅斯支部長）
- Concrete Revolutio～超人幻想～（マスターウルティマ、動物超人）
- JoJo的奇妙冒險：星塵遠征軍（男）
- 絕命制裁X（鎧田）
- 氣球狗迪尼（熊貓）
- 勇敢節拍（布雷金[11]）
- 鲁邦三世（男A）

2016年
- 亞人（荒木、SAT隊長、報道記者、警備員、對亞隊長、增援隊員）
- 黑骸（伊姆薩）
- JOKER GAME（英國軍憲兵）
- 刀劍亂舞 -花丸-（同田貫正國、山伏國廣、蜻蛉切[12]）
- 路人超能100（ヒトシ、玉城）
- 莉露花精靈（サボボン、サン、メッシュ〈初代〉）

2017年
- SUPER LOVERS 2（卡特莉娜）
- 精靈寶可夢 太陽&月亮
- 進擊的巨人（男）
- 活擊 刀劍亂舞（蜻蛉切[13]）

2018年
- OVERLORD II（小牙族長）
- 櫻花忍法帖 BASILISK新章（水蓮秋月[14]）
- 伊藤潤二驚選集（男2、亡灵）
- 銀河英雄傳說 Die Neue These 邂逅（摩爾[15]）
- 驚爆危機（達歐[16]）
- 偶像活動Friends！（川野、濱野）
- 異世界魔王與召喚少女的奴隸魔術（古雷格）
- 閃電十一人 獵戶座的刻印（多斯特・蓋爾斯）
- 傀儡馬戲團（驚奇·畢休塔）

2019年
- 格林筆記 The Animation（獵師、村裡的男性B、狼VILLAIN）
- 屁屁偵探（モグゾウ）

2020年
- 异兽魔都（心的父親）
- 更多！認真地不認真的怪傑佐羅力（部長）
- 富豪刑事（SP隊長）
- 天晴烂漫！（散彈槍）
- 我立於百萬生命之上（盗賊）
- 魔女之旅（門兵A）

2021年
- 如果究極進化的完全沉浸RPG比現實還更像垃圾遊戲的話（安岡老師）
- 通靈王（李白龍[17]）
- 新幹線變形機器人Z（綿津見[18]）
- 交通工具人:移動樂園的跑車君（健健）

2022年
- 寶可夢 旅途（ククイ博士のガオガエン）
- OVERLORD IV（席內丁·德蘭·桂爾夫）

2023年
- B-PROJECT～熱烈*Lovecall～（坪倉）
- MF GHOST 燃油車鬥魂（坂本雄大[19]）
- 開闊天空！光之美少女（不良トリ）

2024年
- 百千家的妖怪王子（偽父）
- 刀劍亂舞 迴 -虛傳 燃燒的本能寺-（同田貫正國、山伏國廣、蜻蛉切[20]）
- 七龍珠大魔（撒旦先生〈迷你〉[21]）
- MF GHOST 燃油車鬥魂 2nd Season（坂本雄大[22]）
- 青之壬生浪（京四郎[23]）

2025年
- 魔法使的約定（德拉蒙德）
- 凍牌（長谷川）
- 香格里拉·開拓異境～糞作獵手挑戰神作～ 2nd season（阿拉巴[24]）
- 我的幸福婚約 第2期（鷹倉）
- WITCH WATCH 魔女守護者（山本）
- 凸變英雄X（不倒）
- 正義使者 -我的英雄學院之非法英雄-（鐵）

### 剧场版动画
2010年代
- 帕蒂瑪的顛倒世界（2013年、研究員A）
- 偶像大師 劇場版 前往光輝的另一端！（2014年、記者A）
- 光之美少女 All Stars New Stage3 永遠的朋友（2014年、議長）
- Wake Up, Girls！
青春の影（2015年、仙台テレビD）
- 劇場版精靈寶可夢 我們的故事（2018年、獵人）
- 七大罪 天空的囚徒（2018年、達哈卡[25]）

2020年代
- 鋼彈Reconguista in G II 貝爾利進擊（2020年、補充兵）
- 寶可夢：皮卡丘與可可的冒險（2020年、研究員B）
- 銀河騎士傳 織愛之星（2021年、實況播音員）
- 龍與雀斑公主（2021年）
- THE FIRST SLAM DUNK（2022年、潮崎哲士）

### OVA
- 暮蟬悲鳴時煌（2011年，宅男A）
- 黑執事 Book of Murder（2014年，卡爾·伍德利）

### 網路動畫
2015年
- 動畫心療系（男、旁白）
- NINJA SLAYER忍者殺手（Cloud Buster[26]）

2024年
- 株式會社5年1班（率紀的父親[27]）

### 游戏
2011年
- 紙箱戰機（オタブラック、西原誠司）
- 最終幻想 零式

2012年
- 閃電十一人GO（フランス兵B）

2013年
- 阿卡迪亞斯的戰姬（魯多基夫[28]）
- 鋼彈破壞者（商店店長[29]）
- 紙箱戰機Wars（白牙武藏）
- DISORDER6（達[30]）

2014年
- 俺屍2 跨越俺的屍體前進吧（八坂牛頭丸、七天齋八起[31]）
- 嫁Colle（駒場一郎）

2015年
- 碧藍幻想（銃工房の親方、ヨコヅナ）
- 喧嘩番長6 ～魂與血～（中山安迪浩太[32]）
- 星光閃耀（阿奇博爾德[33]）
- 刀剣乱舞-ONLINE-（蜻蛉切、同田貫正國、山伏國廣）
- Rear pheles -Red of Another-（狼[34]）

2017年
- 邪灵入侵2（サイクス）
- 火焰之纹章 回声 另一位英雄王（阿特拉斯、ハルク）
- 問答RPG 魔法使與黑貓維茲（ラグール・リオン）
- ARMS（ミサンゴ）
- 我的世界（アクセル、ウォーデン、其他）

2018年
- 名偵探皮卡丘（キース・ノーマン）
- 戰神（バルドル）
- 飛舞於天涯、粹之花（弥島恭介[35]）
- 驚爆危機（達歐[36]）
- 刺客信条：奥德赛（ステントール）

2019年
- 无主之地3（クレイ[37]）

2021年
- Apex 英雄（希爾[38]）
- 无畏契约（KAY/O[39]）
- WAR OF THE VISIONS FINAL FANTASY BRAVE EXVIUS（ラルドー）

2022年
- 刀劍亂舞無雙（蜻蛉切[40]）
- 火焰之纹章 英雄（ムワリム[41]、阿特拉斯[42]）

2023年
- 火焰之纹章 Engage（布修隆[43]）
- 東京放學後召喚師（ギリメカラ[44]）
- Fate/Samurai Remnant（无主Saber[45]）